# Развой на вокалната система на хърватския език
В развоя на вокалната система на хърватския език действат общославянските тенденции към опростяване.

## Промени в късния праславянски
След настъпилите промени в праславянската вокална система, в късния праславянски изчезва противопоставянето на гласните по квантитет (дължина), като някои гласни са само дълги, а други – само кратки. В края на праславянската епоха вокалната система се състои от следните 11 фонеми:
| Кратки гласни | ь | e | o | ъ |   |   |   |
| Дълги гласни  | i | ĕ | a | u | y | ę | ǫ |

Тази система съществува и по времето, когато възниква първата славянска писменост (втората половина на 9 век), понеже в нея има букви за всички фонеми. В периода преди появата на първите хърватски писмени паметници обаче настъпват съществени промени, предизвикани от тенденцията за опростяване на системата.

## Фонетични промени в хърватски
В първия период от развитието на хърватския език настъпват промени в ударението, които създават възможност за удължаване на кратките гласни (без еровете) и съкращаване на дългите. По този начин се създава ново противопоставяне по дължина. Дотогавашните дълги гласни без кратки съответствия y, ę и ǫ преминават във фонеми, най-близки по място на артикулация: y > i, ę > e и ǫ > u. По този начин се намалява броят на гласните фонеми, като основното противопоставяне при тях става отново според дължината:
| Кратки гласни | i | e | ĕ | a | o | u | ь | ъ |
| Дълги гласни  | i | e | ĕ | a | o | u |   |   |

В новата вокална система еровете остават без дълги съответствия поради специфичната си артикулация, която дори се уеднаквява сравнително рано в ǝ. Освен това старият ят преминава в затворено ẹ. Получава се нова вокална система, в която няма симетрия между предните и задните гласни:
| i |   |   |   |   |  | u |
|   | ẹ |   |   |   |  |   |
|   |   | e | ə | o |  |   |
|   |   |   | a |   |  |   |

По-нататъшният развой на фонемната система е по посока на отстраняване на фонемите, които нарушават симетрията: ер и ят. Ерът в така наречената слаба позиция изпада, а в силна се променя в a (на по-голяма част от хърватската езикова територия, най-вече в щокавския диалект, който по-късно става основа за съвременния книжовен хърватски) или в e (в кайкавския и част от чакавския диалект). Гласната ят в различните диалекти се променя в i, в e или в комбинация от двете гласни. В периода 13 – 14 век се оформя вокалната система на съвременния хърватски език:
| i |   |   |   | u |
|   | e |   | o |   |
|   |   | a |   |   |

Всяка от тези гласни може да бъде и дълга, и кратка и вече не съществуват ограничения.

## Развой наъr,ьr,ъl,ьl
В праславянски сричкотворните r и l са непалатализирани (твърди) и палатизирани (меки). В южния праславянски макродиалект сричкотворните r и l дават рефлекс rъ, rь, lъ, lь.
Противопоставянето на твърди и меки сричкотворни r и l изчезва рано. В хърватски се наблюдават следните рефлекси:
1. На сричкотворното l:
  1. u – най-често срещан рефлекс, характерен за по-голяма част от хърватската езикова територия: dlg > dug, pln > pun;
  2. o – в говорите на остров Ластово: dlg > dog, žlt > žot;
  3. затворено ọ – в централните кайкавски говори: plž > pọž;
  4. al, ol, el или lu – характерни за чакавските островни говори, които претърпяват и по-късен развой: sance < salnce, jaboka < jabolka, pež < pelž.
  5. запазено сричкотворното l – в крайните западни говори (в част от островните чакавски говори).
2. На сричкотворното r
  1. запазено на по-голяма част от хърватската езикова територия (prst, krst, krv)
  2. er, ar, ir – в някои чакавски и кайкавски говори (parst, perst)